# 福岡NEWSファイル CUBE
『福岡NEWSファイル CUBE』（ふくおかニュースファイル キューブ）は、2005年7月2日からテレビ西日本（TNC）で土曜午前に放送されている、福岡民放局で唯一の報道系情報番組である。
開始当初の番組名は『土曜NEWSファイル CUBE』（どようニュースファイル キューブ）で、2019年4月6日の放送から現在の番組名に変更した。本項では両方の番組についても記載する。

## 概要
2002年7月6日から同局で放送されていた『ももち報道K宣言!』（ももちほうどう ケーせんげん!）を前身とする番組で、放送開始から3年後の2005年7月2日に改題リニューアルした。放送第1回では、作家の村上龍を特集ゲストに招いた。さらに2019年4月に、現行番組名へのタイトル改題を行っている。

## 内容
エリア内では数少ない大型報道番組であり、放送週に起こった出来事や、今注目されているニュースを調査・取材・分析し、記者や専門家、さらに週替わりのコメンテーターからのコメントで切り込んでいく。硬派な特集を組むケースが多く、内容も幅広い。
- コーナーは、世の中の動きをじっくりと見つめる特集「CUBEファイル」と、日常生活の中のちょっとした疑問などを取り上げる「気になるチュアブル」が中心。CUBEファイルからTNCの特別番組へと拡大された企画も多い。2019年7月13日の放送から、放送開始700回を記念して西日本新聞の取材企画「あなたの特命取材班」とのコラボレーション企画も展開している[1]。
- スポーツ情報は福岡ソフトバンクホークス関連のものが中心。
- 以前は、番組ラストに昔の写真フィルムから懐かしい福岡県内の風景を見るコーナーや、ヘリコプターで県内の市町村を空撮する企画もあった。

2007年7月7日にテーマ曲等を変更するリニューアルを行った。スポーツ情報の際は画面下に文字情報をスクロール表示させており、キー局のフジテレビが製作する『すぽると!』のそれと似たようなものになっている。

## 放送時間
いずれも日本標準時。選挙前の時期などには、直前の時間帯に放送されていた『ももち浜DXストア』を休止して9:55 - 11:45に拡大する場合があった。2016年4月からの時間変更は、前述の『ももち浜DXストア』が時間移動及び移動時間帯に全国ネットの『ライオンのグータッチ』がスタートすることによるもの。
- 土曜 10:30 - 11:45 （2005年7月2日 - 2010年3月27日）
- 土曜 10:25 - 11:45 （2010年4月3日 - 2013年3月30日）
- 土曜 09:55 - 11:15 （2013年4月6日 - 2016年3月26日、2025年4月5日 - ）
- 土曜 10:25 - 11:45 （2016年4月2日 - 2025年3月29日）

## 現在の出演者

### キャスター
- 田久保尚英（TNCアナウンサー） - 前身の『K宣言!』時代から進行役を務めていたが、2009年3月30日から『ハチナビ スーパーニュース』担当になったため、同年3月28日放送分をもって降板。2015年4月4日から6年ぶりに復帰。2016年3月で再び降板し、2017年4月1日から1年ぶりに復帰。
- 橋本真衣（TNCアナウンサー） - 2024年4月6日から担当。2023年4月15日から2024年3月30日まで中継担当。2021年7月まではスポーツコーナーを担当していた。

### コメンテーター

#### レギュラーコメンテーター
1名体制。
- 池田郷（西日本新聞社元ソウル支局長・西スポOTTO！編集長）
- 坂本信博（西日本新聞社報道センター総合デスク）
- 伊藤完司（西日本新聞社報道センター社会部デスク）
- 田中伸幸（西日本新聞社経済部部長）
- 山口卓（西日本新聞社ソウル支局長）
- 曽山茂志（西日本新聞社久留米総局長）
- 和栗百恵（福岡女子大学准教授）
- アン・クレシーニ（北九州市立大学准教授）
- 林田暢明（コラムニスト、ビジネスアドバイザー）
- 遠矢弘毅（九州ビジネスインキュベーションプラザ幹事、ビジネスアドバイザー）

#### スペシャルゲストコメンテーター
- 青木理（ジャーナリスト）
- 鈴木哲夫（ジャーナリスト）
- 中江有里（女優・作家）

### 特集コーナー
- 濱田洋平（TNC報道部記者）

その他、報道特集VTR担当記者が出演。

### スポーツコーナー
- 佐藤有里香（TNCアナウンサー） - 2021年7月から担当。
- 池田親興（TNC野球解説者）
- 山本泰明（スポーツジャーナリスト）

### 中継
- 五十嵐悠香（TNCアナウンサー） - 2024年4月6日から担当。

### ナレーション
- 児玉育則
- 原亜理沙

## 以前の出演者
| 期間      | 期間       | 男性              | 女性     |
| --------- | ---------- | ----------------- | -------- |
| 2005.7.2  | 2006.9.30  | 田久保尚英        | 林恵子   |
| 2006.10.7 | 2009.3.28  | 田久保尚英        | 角田華子 |
| 2009.4.4  | 2011.3.26  | 原満幸            | 角田華子 |
| 2011.4.2  | 2011.9.24  | 椎葉ユウ 小山一英 | 角田華子 |
| 2011.10.1 | 2011.12.24 | 椎葉ユウ          | 角田華子 |
| 2012.1.7  | 2015.3.28  | 大谷真宏          | 角田華子 |
| 2015.4.4  | 2016.3.26  | 田久保尚英        | 角田華子 |
| 2016.4.2  | 2017.3.25  | 川上政行          | 角田華子 |
| 2017.4.1  | 2024.3.30  | 田久保尚英        | 角田華子 |
| 2024.4.6  | 現在       | 田久保尚英        | 橋本真衣 |

- 手嶋準一（気象予報士、日本気象協会九州支社所属） - 気象情報コーナーを担当。ほかに、単独取材によるコーナーもあった。
- 吉田宏（元福岡市長） - 西日本新聞社編集委員時代、不定期でコメンテーターとして出演していた。市長就任後、2007年4月14日放送分にゲスト出演し、福岡市政の今後の運営方針について訊かれた。
- 中川茂（西日本新聞社・編集局次長） - 吉田の後任として、不定期でコメンテーターとして出演。
- 白石克明（西日本新聞社・編集局次長） - 中川の後任として、不定期でコメンテーターとして出演。
- 中崎奈美子（フリーアナウンサー） - 2005年10月1日から2007年3月31日までリポーターを務めていた。本山の休業による代役としての起用だった。
- 池田史（元福岡放送アナウンサー） - 第2リポーター。後任は伊藤有里子。
- 松田恵理（元九州朝日放送アナウンサー、ホークス選手松田宣浩の妻） - 『ハチナビ スーパーニュース』担当になった本山と入れ替わる形で出演。現在は[いつから?]活動休止中。
- HKT48 - 気象情報コーナーのアシスタントを担当。2012年4月21日から同年8月18日まで週替わりで1人ずつ出演していた。
- 竹田圭吾（ニューズウィーク日本版編集長） - 実はホークスファン。全国放送の『情報プレゼンター とくダネ!』では埼玉西武ライオンズファンの小倉智昭と舌戦に及んだことがある。舛添と同じく1 - 2か月に1回程度の出演。2016年1月10日死去。
- 勝谷誠彦（ジャーナリスト、コラムニスト）2018年11月28日死去
- 矢野寛治（エッセイスト）
- 酒井辰馬（弁護士）
- 石丸美奈子（コピーライター）
- 坂井政美（西日本新聞社報道本部編集局国際部長[注釈 1]）
- 安枝新俉（西日本新聞社報道本部編集局運動部次長[注釈 1]） - 不定期でスポーツコーナーに出演。
- 浜田耕治（西日本新聞社国際部デスク）
- 坂本信博（西日本新聞社クロスメディア報道部デスク）
- 早崎裕子（弁護士）
- 岡田良昭（気象予報士、日本気象協会九州支社所属） - 気象情報コーナーを担当。
- 今泉麻耶
- 石原佳代子 - ナレーションを担当。
- 鶴田麻貴子（フリーアナウンサー） - 中継を担当。
- 宮本隆治（フリーアナウンサー、元NHKアナウンサー、ノースプロダクション所属） - 角田とともに「キューぶらり」を担当。
- 仲村健太郎（FNNソウル支局特派員、『追跡』担当ディレクター・TNC報道部記者当時） - 特集コーナーを担当。
- 小野彩香（フリーアナウンサー、セント・フォース所属） - 2022年4月9日初出演し、2023年3月25日を以て番組を卒業。

## エピソード
- 以前は地元球団ホークスの主砲・松中信彦の妻である林が番組進行を担当していただけあって、松中関連の情報はどこよりも充実しており、ヤフードームからの中継がある際には必ずといっていいほど夫婦共演が見られた。
- 毎年手嶋準一と角田華子による釣り対決企画が行われているが、毎回角田が勝利している。
- 2006年8月、当時の福岡市長だった山崎広太郎が東京とオリンピックの招致争いが大詰めだったために、その件でゲスト出演したが、前日に福岡市職員による死亡事故が発生したため、この件について謝罪を行なった。
- 2008年6月14日には、放送開始前に起きた岩手・宮城内陸地震の影響で休止になった。同日9時55分からはフジテレビほかで放送されている情報番組『ハッケン!!』を臨時でネットし、続いて『FNN報道特別番組』を放送した。
- 2011年3月12日には、前日に起きた東日本大震災の影響で『FNN報道特別番組』が組まれたため、休止となった。
- 2016年4月16日には、未明に起きた平成28年熊本地震（本震）の影響で『FNN報道特別番組』が組まれたため、休止となった。